# Joseon X-Files
Joseon X-Files (en hangul, 기찰비록), titulada en español Registros de investigaciones secretas, es una serie de televisión surcoreana histórica de ciencia ficción emitida en 2010 basada en casos detallados hace 400 años en los Anales de la Dinastía Joseon que no pueden ser resueltos con ciencia, e incorporan elementos misteriosos y sobrenaturales en ucronía a la época.
Es protagonizada por Kim Ji Hoon, famoso por su papel en Wish Upon a Star, Im Jung Eun en Swallow the Sun, Kim Kap-soo anteriormente en Iris y Jo Hee Bong en Hong Gil Dong. Fue transmitida en su país de origen por tvN desde el 20 de agosto hasta el 29 de octubre de 2010, finalizando con una extensión de 12 episodios, emitidos cada viernes a las 00:00 (KST).

## Argumento
En la historia contrafactual de Joseon, Kim Hyung Do (Kim Ji Hoon) es un inspector con un enfoque unilateral en sus investigaciones sobre faltas administrativas. A Hyung Do se le pone en contacto directo con una organización secreta dentro del gobierno, donde trabajan con hechos y fenómenos paranormales sin explicaciones lógicas que son atribuidos posiblemente a alienígenas en pleno siglo XVII.
Hyun Do comienza a trabajar y contribuir con este grupo secreto mientras se encuentra intrigado esperando descubrir la verdad que condujo a la muerte de su mentor. Huye de las supersticiones, analizando los casos en busca de explicaciones lógicas y realistas junto a su compañero, el investigador Heo Yoon Yi (Im Jung Eun).

## Reparto

### Principal
- Kim Ji Hoon como Kim Hyung Do.
- Im Jung Eun como Heo Yoon Yi.
- Kim Kap-soo como Ji-seung.
- Jo Hee Bong como Jang Man.

### Secundario
- Jun So Min como Choi Eui Shin.
- Jo Jung Eun como Sook Mi.
- Jo An como Boo Ok.
- Kim Eung Soo.
- Myung Gye Nam.
- Yoon Jong Hwa.
- Lee Won Jae.

## Episodios
| Ep. # | Título                                              | Fecha de estreno         |
| ----- | --------------------------------------------------- | ------------------------ |
| 1     | El secreto de la luz (비밀의 빛)                    | 20 de agosto de 2010     |
| 2     | El secreto de la luz (비밀의 빛)                    | 27 de agosto de 2010     |
| 3     | Maldición de Hwang Keum en Silla (신라 황금의 저주) | 3 de septiembre de 2010  |
| 4     | Congestión en el ojo rojizo (붉은 눈의 정체)        | 10 de septiembre de 2010 |
| 5     | Ficción sellada (봉인된 소설)                       | 17 de septiembre de 2010 |
| 6     | Espectro de idu (이두의 요괴)                       | 24 de septiembre de 2010 |
| 7     | Pueblo de cuarta dimensión (사차원 마을)            | 1 de octubre de 2010     |
| 8     | La inmortalidad del profeta (불멸의 예언자)         | 8 de octubre de 2010     |
| 9     | Arpón fantasma (창귀)                               | 15 de octubre de 2010    |
| 10    | Fantasma del contenedor del palacio (용궁의 귀환병) | 22 de octubre de 2010    |
| 11    | Doble resurrección de Park Sin (두박신의 부활)      | 29 de octubre de 2010    |
| 12    | Doble resurrección de Park Sin (두박신의 부활)      | 29 de octubre de 2010    |